# Douglas Head
Douglas Head är en udde på Isle of Man. Den ligger i den södra delen av Isle of Man, i huvudstaden Douglas.